# Ariocarpus
Ariocarpus és un gènere de cactus endèmics de Mèxic i el sud de Texas. A aquestes plantes les hi sol cridar roques vivents, encara que aquesta designació és usada també per a altres gèneres tant de cactàcies com d'altres suculentes, tals com els Lithops. A causa que els membres d'aquest gènere són altament apreciats pels col·leccionistes, estan actualment protegits al seu país d'origen, per la legislació actual en matèria de protecció ambiental. La majoria de les espècies són de creixement lent. No obstant això, les seves flors són espectaculars.
El nom es compon d'una banda del grec carpus, fruit, i ari, és a dir, fruit similar al de "Ària".

## Distribució i hàbitat
S'estén des dels estats de San Luis Potosí, Zacatecas, Coahuila, Nuevo León i Tamaulipas, regió que comprèn el Desert de Chihuahua, fins al sud de Texas. Les plantes solen créixer en llomes pedregoses, amb sòls calitxos o lleugerament alcalins, enterrades gairebé per complet, per la qual cosa és difícil observar-les a menys que estiguin en època de floració.

## Espècies seleccionades
- Ariocarpus agavoides
- Ariocarpus bravoanus
- Ariocarpus fissuratus * Ariocarpus furfuraceus
- Ariocarpus kotschoubeyanus
- Ariocarpus retusus
- Ariocarpus scapharostrus
- Ariocarpus trigonus

## Sinonímia
- Anhalonium Lem.
- Neogomesia Castañeda
- Neogomezia Buxb. (orth. var.)
- Roseocactus A.Berger
- Stromatocactus Karw. ex Rümpler (nom. inval.)